# كارسون كوبر
كارسون كوبر هو لاعب هوكي الجليد كندي، ولد في 17 يوليو 1897 في كورنوال في كندا، وتوفي في 4 يوليو 1955.

## وصلات خارجية
- كارسون كوبر على موقع دوري الهوكي الوطني (الإنجليزية)
- كارسون كوبر على موقع EliteProspects.com (الإنجليزية)
- كارسون كوبر على موقع HockeyDB.com (الإنجليزية)
- كارسون كوبر على موقع Hockey-Reference.com (الإنجليزية)